# Aura (Miles Davis)
Aura è un album inciso da Miles Davis nel 1985 e pubblicato dalla Columbia Records nel 1989..

## Il disco
Tutte le composizioni e gli arrangiamenti del disco sono del trombettista e compositore danese Palle Mikkelborg che creò la suite in onore di Miles Davis quando questi ricevette il premio Leonie Sonnings Music Award nel dicembre del 1984: La suite fu presentata al pubblico in un concerto dato in quell'occasione. I dieci movimenti hanno il titolo di dieci colori e il tema principale è di dieci note: secondo il compositore, i colori e le note rappresentano le lettere "M-I-L-E-S-D-A-V-I-S".
La musica fu composta per una big band e fu suonata dalla Big Band della radio Danese, con l'aggiunta di Niels-Henning Ørsted Pedersen, Thomas Clausen e Marilyn Mazur. Altri ospiti internazionali furono John McLaughlin e il nipote di Davis, Vince Wilburn. La registrazione fu fatta a Copenaghen, su proposta dello stesso Davis, che fu molto soddisfatto dell'album: era la prima volta dopo vent'anni che Davis tornava sul palco con una big band, anche se Aura non ha le caratteristiche di una registrazione per big band. Aura si può caratterizzare come un disco fusion in cui compaiono forti tinte di musica classica contemporanea, in cui la composizione di Mikkelborg mostra di risentire di forti influenze dall'opera di Olivier Messiaen e Charles Ives.
Nel 1990, l'album vinse il premio Grammy come miglior incisione di jazz strumentale ed il Grammy Award for Best Large Jazz Ensemble Album.

## Tracce
1. Intro
2. White
3. Yellow
4. Orange
5. Red
6. Green
7. Blue
8. Electric Red
9. Indigo
10. Violet

## Formazione
- Tromba: Miles Davis
- Tromba e Flicorno: Benny Rosenfeld, Idrees Sulieman, Jens Winther, Palle Bolvig, Perry Knudsen
- Trombone: Jens Engel, Ture Larsen, Vincent Nilsson, Ole Kurt Jensen, Axel Windfel
- Sassofoni e legni: Bent Jædig, Flemming Madsen, Jesper Thilo, Per Carsten, Uffe Karskov
- Tastiere: Kenneth Knudsen, Ole Koch-Hansen, Thomas Clausen
- Chitarra: Bjarne Roupé e John McLaughlin
- Basso: Niels-Henning Ørsted Pedersen, Bo Stief
- Batteria: Lennart Gruvstedt, Vince Wilburn
- Percussioni: Ethan Weisgaard, Marilyn Mazur
- Arpa: Lillian Thornquist
- Oboe e Corno inglese: Niels Eje
- Voce: Eva Thaysen
- Tromba e Flicorno:Palle Mikkelborg